# Geranomyia knabiana
Geranomyia knabiana är en tvåvingeart som beskrevs av Alexander 1916. Geranomyia knabiana ingår i släktet Geranomyia och familjen småharkrankar. Inga underarter finns listade i Catalogue of Life.